# Noëlle Rauscent
Noëlle Rauscent, née le 10 octobre 1946, est une femme politique française. Elle est sénatrice de l'Yonne de 2017 à 2020.

## Biographie
Noëlle Rauscent commence sa carrière politique en se présentant à la mairie de Domecy-sur-Cure. Elle est élue maire lors des municipales de 2001, et est réélue en 2008 et 2014,,.
Elle parraine Christine Boutin à l'élection présidentielle de 2002.
Lors des sénatoriales de 2014, elle est la suppléante de Jean-Baptiste Lemoyne,,. À la suite de la nomination de ce dernier au gouvernement, elle devient sénatrice de l'Yonne le 22 juillet 2017, et annonce qu'elle rejoint le groupe REM,,,,. Touchée par le cumul des mandats, elle démissionne de son mandat de maire ; mais elle continue de siéger comme conseillère municipale. Marc Pautet lui succède à la tête de la municipalité.
Elle est conseillère déléguée à la communauté de communes Avallon - Vézelay - Morvan,. Elle est également membre du parc naturel régional du Morvan, présidente de la commission « maison médicale » à la communauté de communes du Vézelien,, et présidente de l'office de tourisme de Vézelay,,.

### Vie privée
Elle est mariée à Alain Rauscent, éleveur, et a un fils,. Le couple se décrit comme catholique pratiquant.

## Distinctions
- Chevalier de la Légion d'honneur (2021)